# Donacoscaptes strigatellus
Donacoscaptes strigatellus là một loài bướm đêm trong họ Crambidae.